# Rajd Karkonoski 1996
Rajd Karkonoski 1996 – 16. edycja Rajdu Karkonoskiego. Był to rajd samochodowy rozgrywany od 6 do 7 września 1996 roku. Była to szósta runda Rajdowych Samochodowych Mistrzostw Polski w roku 1996.  

## Wyniki końcowe rajdu[1]
| Miejsce | Kierowca            | Pilot              | Samochód                  | Czas    | Strata | Grupa Klasa |
| ------- | ------------------- | ------------------ | ------------------------- | ------- | ------ | ----------- |
| 1       | Robert Herba        | Artur Skorupa      | Toyota Celica Turbo 4WD   | 2:16:39 | -      | A8          |
| 2       | Waldemar Doskocz    | Aleksander Dragon  | Renault Clio Maxi         | 2:16:58 | +0:19  | A7          |
| 3       | Piotr Świeboda      | Andrzej Górski     | Mitsubishi Lancer Evo III | 2:19:07 | +2:28  | N4          |
| 4       | Wiesław Stec        | Maciej Maciejewski | Mitsubishi Lancer Evo III | 2:20:40 | +4:01  | N4          |
| 5       | Leszek Kuzaj        | Jakub Mroczkowski  | Mitsubishi Lancer Evo III | 2:20:48 | +4:09  | N4          |
| 6       | Jarosław Pineles    | Maciej Wodniak     | Opel Astra GSi 16V        | 2:34:42 | +18:03 | N3          |
| 7       | Jerzy Wierzbołowski | Bogusław Lepiarz   | Ford Sierra Cosworth 4x4  | 2:34:45 | +18:06 | N4          |
| 8       | Cezary Zaleski      | Krzysztof Rzucidło | Opel Astra GSi 16V        | 2:36:12 | +19:33 | N3          |
| 9       | Juliusz Palonka     | Stanisław Bazan    | Subaru Legacy RS 4WD      | 2:38:43 | +22:04 | N4          |
| 10      | Tomasz Kuchar       | Tomasz Malec       | Opel Astra GSi 16V        | 2:39:18 | +22:39 | N3          |